# Rodewalder Wiehbuschwiesen
Die Rodewalder Wiehbuschwiesen sind ein Naturschutzgebiet in der niedersächsischen Gemeinde Rodewald in der Samtgemeinde Steimbke im Landkreis Nienburg/Weser.
Das Naturschutzgebiet mit dem Kennzeichen NSG HA 087 ist 78 Hektar groß. Es liegt nordöstlich von Steimbke und westlich von Rodewald - Untere Bauerschaft. Im Nordwesten grenzt es direkt an das Naturschutzgebiet „Rodewalder Lichtenheide“, im Westen schließt sich das Naturschutzgebiet „Steimbker Kuhlen“ an.
Die Rodewalder Wiehbuschwiesen sind gekennzeichnet durch eine Feuchtwiesenlandschaft auf Hoch- und Niedermoorböden. Die Wiesen werden überwiegend extensiv für die Mahd und als Streuwiese genutzt und bieten schutzbedürftigen Tieren, insbesondere auch Wiesenvögeln, und Pflanzen gute Lebensbedingungen. Auf den Streuwiesen sind Hochstaudenfluren und Seggenrieder zu finden.
Das Gebiet wird zum Steimbker Dorfgraben entwässert. Dieser fließt wenige hundert Meter östlich des Naturschutzgebietes in die Alpe, einem Nebenfluss der Aller.
Das Gebiet steht seit dem 19. September 1985 unter Naturschutz. Zuständige untere Naturschutzbehörde ist der Landkreis Nienburg/Weser.